# Steffi Annys
Steffi Annys (De Panne, 10 mei 1988) is een Belgisch badmintonster. 

## Levensloop
Annys is gespecialiseerd in het dubbelspel. Ze begon met badminton omstreeks haar zesde levensjaar bij Westhoek Badminton uit De Panne. Ook was ze actief bij OLVE, W&L en het Franse Aire-sur-la-Lys.
Ze is viervoudig Belgisch kampioene is het vrouwendubbelspel (2008, 2009, 2011 en 2015) en in juni 2015 mocht ze haar land vertegenwoordigen op de Europese Spelen in twee onderdelen: het gemixt dubbelspel waar ze een duo vormde met Floris Oleffe, en vrouwen dubbelspel waar ze een duo vormde met Flore Vandenhoucke. Samen met Oleffe had ze zich gekwalificeerd door op 26 maart 2015 11de te staan op de Europese Ranking.

## Palmares
2008
- Belgisch kampioene dames dubbel, samen met Séverine Corvilain

2009
- Belgisch kampioene dames dubbel, samen met Séverine Corvilain
- eerste ronde WK, samen met Séverine Corvilain

2010
- eerste ronde WK, samen met Séverine Corvilain

2011
- Belgisch kampioene dames dubbel, samen met Séverine Corvilain
- eerste ronde WK, samen met Séverine Corvilain

2013
- eerste ronde WK, samen met Séverine Corvilain

2015
- Belgisch kampioene dames dubbel, samen met Flore Vandenhoucke